# كارل براندت (موسيقي)
كارل براندت (بالإنجليزية: Carl Brandt)‏ هو موسيقي وملحن أمريكي، ولد في 15 أغسطس 1914 في ساكرامنتو في الولايات المتحدة، وتوفي في 25 أبريل 1991 في إستوديو سيتي ‏ في الولايات المتحدة.

## وصلات خارجية
- كارل براندت على موقع IMDb (الإنجليزية)
- كارل براندت على موقع ألو سيني (الفرنسية)
- كارل براندت على موقع ميوزك برينز (الإنجليزية)
- كارل براندت على موقع أول موفي (الإنجليزية)
- كارل براندت على موقع ديسكوغز (الإنجليزية)
- كارل براندت على موقع قاعدة بيانات الفيلم (الإنجليزية)
- كارل براندت على موقع كينوبويسك (الروسية)